# Siete Iglesias de Trabancos
Siete Iglesias de Trabancos è un comune spagnolo situato nella comunità autonoma di Castiglia e León.